# Proeme seabrai
Proeme seabrai là một loài bọ cánh cứng trong họ Cerambycidae.